# 寶劍與玫瑰
《寶劍與玫瑰》是美國作家查爾斯·梅傑（Charles Major）以筆名埃德温·卡斯科登（Edwin Caskoden）創作的長篇小说處女作。1898年時由Bobbs-Merrill 公司（當年名稱為Bowen-Merrill公司）首次出版，並得到熱烈的回響。
根據《紐約時報》報導，即使該書出版後第三年也仍然暢銷，在1900年美国暢銷小说排行榜上名列第九。整本間接影響了整個浪漫小說與電影產業。
劇本家保羅·凱斯特的改编作品於1901年1月14日在百老匯Criterion 劇院首演，該劇本由女演员朱莉亞·馬洛飾演瑪麗·都鐸，在纽约及隨後的全國巡演中，兩者都取得了巨大的成功和票房收入。1904年間這個劇本在在百老匯不斷重演。
到了1907年，《寶劍與玫瑰》的書籍版權由Grosset & Dunlap重新印刷出版，电影版权則被卖给了Biograph Studios。